# Evenstad
Evenstad is een plaats in de Noorse gemeente Stor-Elvdal in fylke Innlandet. Het dorp ligt aan de Glomma en   Rørosbanen. 

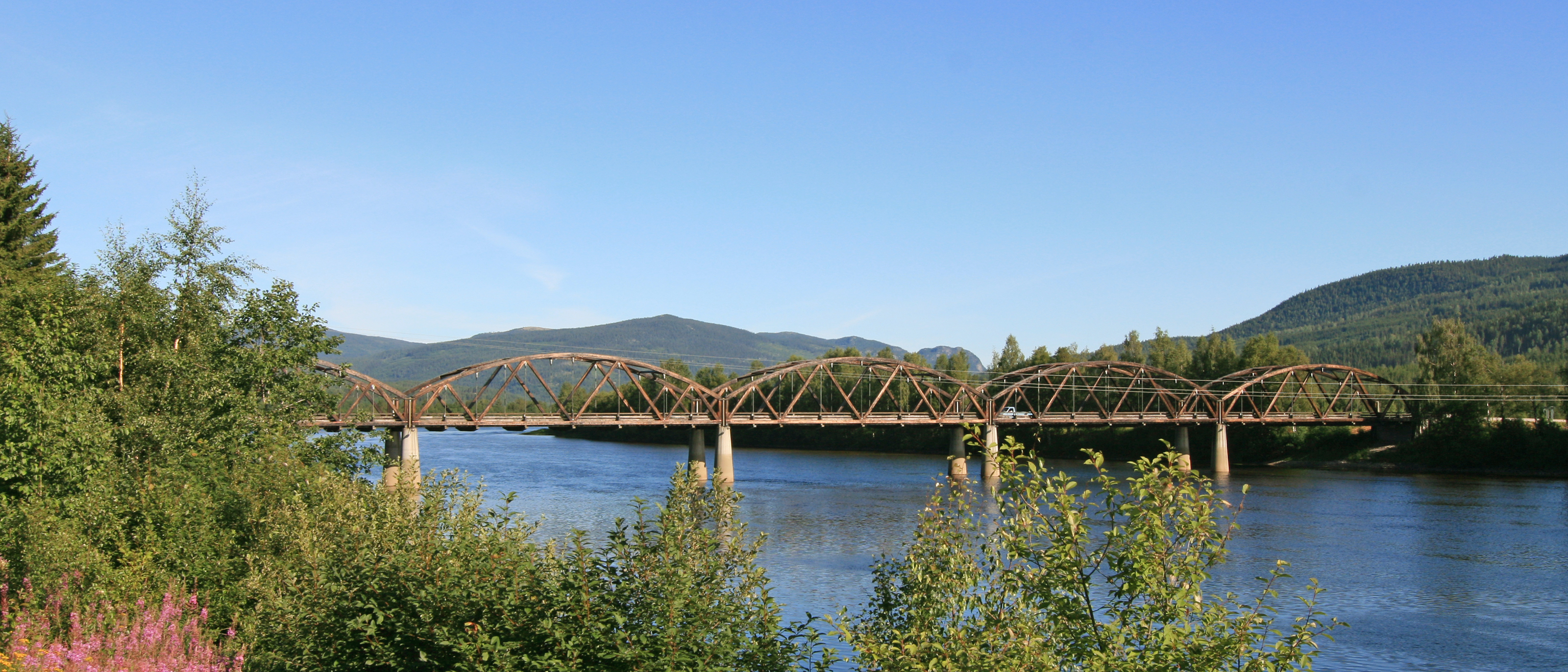
Brug over de Glomma

Riksvei 3 loopt op de westoever van de rivier. De weg is door een brug verbonden met het dorp. De houten kerk in Evenstad dateert uit 1904. Het station bij het dorp heeft een beperkte treindienst. Dagelijks stoppen een paar treinen naar Trondheim en Hamar.